# 25893 Sugihara
25893 Sugihara là một tiểu hành tinh (also known as a minor planetary body) được phát hiện bởi William Kwong Yu Yeung ở the Desert Beaver observatory. The asteroid được khám phá 19 tháng 11 năm 2000, và is named in honour thuộc Chiune Sugihara, a Japanese diplomat who defied orders not to assist asylum-seekers fleeing Nazi persecution in Europe, và instead issued thousands of exit visas to Jews attempting to escape Holocaust ở Litva during World War II.